# Farkadona (gmina)
Farkadona (gr. Δήμος Φαρκαδόνας, Dimos Farkadonas) – gmina w Grecji, w administracji zdecentralizowanej Tesalia-Grecja Środkowa, w regionie Tesalia, w jednostce regionalnej Trikala. W 2011 roku liczyła 13 396 mieszkańców. Powstała 1 stycznia 2011 roku w wyniku połączenia dotychczasowych gmin: Ichalia, Pelinei i Farkadona. Siedzibą gminy jest Farkadona.